# 葉麗娜
葉麗娜（2月16日-），是「楊麗花歌仔戲團」主要演員之一吴由美的女兒，1986年加入楊麗花歌仔戲訓練班成為第二期學員，畢業後參與不少歌仔戲劇目的演出，自<紅塵奇英>後，便因家庭因素移民加拿大。2017年復出拍攝楊麗花歌仔戲忠孝節義。

## 經歷
1、台視歌仔戲團訓練班招收新生，也是楊麗花團長第二次收學生。同年4月16日，卅二位生力軍加入，並成為楊麗花歌仔戲團第二期招收的學生之一。（1986/2/6 民生報/11版/影劇新聞版）
2、在台視楊麗花歌仔戲新戲「新狄青」一劇中除反串宋仁宗一角以外，並兼任該劇的幕後場記。（1991/1/16 聯合報/27版/綜藝新聞）
3、自演完<紅塵奇英>後，便因家庭因素移民加拿大20年。在孩子鼓勵回歸舞台下，接受楊麗花團長的徵召，並於2017年返台參與楊麗花歌仔戲忠孝節義一劇的演出。
4、2020年，應「社團法人臺北市歌仔戲推廣協會」理事長陳亞蘭之邀，接下由協會主辦的歌仔戲唱腔曲調之教學指導老師一職。原訂5/2開始授課，因受COVID-19疫情影響，延至六月才自加拿大返國。首次上課為7/4。
5、2021年2月20日，陳亞蘭歌仔戲《嘉慶君遊臺灣》於臺南岸內糖廠影視基地開鏡。在片中飾演蘭姨一角，亦是令妃流落臺灣民間時的化名

## 演出作品

### 電視歌仔戲

#### 楊麗花歌仔戲
| 頻道 | 年份 | 戲名                    | 飾演                   | 同劇搭檔               | 備註   |
| ---- | ---- | ----------------------- | ---------------------- | ---------------------- | ------ |
| 台視 | 1986 | 《孫臏下山》            | 齊王 （生）            |                        |        |
| 台視 | 1987 | 《狂花飄雲夢》          | 皇帝 （生）            |                        |        |
| 台視 | 1987 | 《王文英與竹蘆馬》      | 老鴇（旦）             |                        |        |
| 台視 | 1987 | 《王伯東告御狀》        | 太子（生）、老鴇（旦） |                        |        |
| 台視 | 1987 | 《朱洪武》              | 伍天北 （生）          |                        |        |
| 台視 | 1988 | 《新西江月》            | 許森 （生）            |                        |        |
| 台視 | 1988 | 《英雄殘夢》            | 牛濤（生）             | 鄭麗惠 / 飾演：杜秋紅  |        |
| 台視 | 1988 | 《李靖與紅拂女》        | 胡不平 （生）          |                        |        |
| 台視 | 1988 | 《薛丁山與樊梨花》      | 秦漢 （生）            | 鄭麗惠 / 飾演：刁月娥  |        |
| 台視 | 1989 | 《紅樓夢》              | 秦鐘 / 阿旺 （生）     |                        |        |
| 台視 | 1989 | 《泥馬渡康王》          | 顏萍兒 （旦）          | 楊麗花 / 飾演： 趙構   |        |
| 台視 | 1990 | 《伴鬼闖江湖》          | 黑衣女 （旦）          |                        |        |
| 台視 | 1991 | 《新狄青》              | 皇帝 （生）            | 林麗安 / 飾演： 龐妃   |        |
| 台視 | 1992 | 《巡按與大盜》          | 王龍 （生）            |                        |        |
| 台視 | 1992 | 《乞丐與千金》          | 代戰公主 （旦）        | 陳亞蘭 / 飾演： 薛平貴 |        |
| 台視 | 1993 | 《順治與康熙》          | 霍鳳 （旦）            | 陳亞蘭 / 飾演： 冒辟疆 |        |
| 台視 | 1994 | 《新洛神》              | 崔妍 （旦）            | 楊麗花 / 飾演： 曹植   |        |
| 台視 | 1996 | 《四季紅之亂世情深》    | 瑩瑩 （旦）            | 李如麟 / 飾演： 范秀生 |        |
| 台視 | 1996 | 《四季紅之苦海思親》    | 余嬌嬌 （旦）          | 陳亞蘭 / 飾演： 丁子達 |        |
| 台視 | 1996 | 《四季紅之七品巧縣官》  | 小秋 （旦）            |                        |        |
| 台視 | 1997 | 《紅塵奇英》            | 雲璧人 （生）          | 易淑寬 / 飾演： 吳又仙 |        |
| 台視 | 2019 | 《忠孝節義》-萬古流芳   | 莊姬 （旦）            | 陳亞蘭 / 飾演： 趙朔   |        |
| 台視 | 2019 | 《忠孝節義》-孝感動天   | 巫咸 （旦）            |                        |        |
| 台視 | 2019 | 《忠孝節義》-斷機教子   | 皇后 （旦）            | 王婕菱 / 飾演： 皇上   |        |
| 台視 | 2019 | 《忠孝節義》-路遙知馬力 | -                      |                        | 副導演 |

#### 陳亞蘭歌仔戲
| 頻道 | 年份 | 戲名             | 飾演 | 同劇搭檔               | 備註 |
| ---- | ---- | ---------------- | ---- | ---------------------- | ---- |
| 台視 | 2022 | 《嘉慶君遊臺灣》 | 蘭姨 | 陳亞蘭 / 飾演： 嘉慶君 |      |

### 舞台歌仔戲
| 場地       | 年份 | 戲名                      | 飾演 | 備註   |
| ---------- | ---- | ------------------------- | ---- | ------ |
| 國家戲劇院 | 1991 | 《呂布與貂蟬》            | 李儒 |        |
| 西門紅樓   | 2019 | 《黑家店2：追殺萬古流芳》 | -    | 副導演 |

## 入圍和獲獎
| 年份   | 獲提名             | 獎項                                 | 結果 |
| ------ | ------------------ | ------------------------------------ | ---- |
| 1988年 | 《王文英與竹蘆馬》 | 第23屆金鐘獎傳統戲劇節目獎(連續劇類) | 獲獎 |
| 1991年 | 《新狄青》         | 第27屆金鐘獎傳統戲劇節目獎(連續劇類) | 提名 |

## 外部連結
- 葉麗娜 （页面存档备份，存于）